# うるまでるびのGO!GO!選挙
『うるまでるびのGO!GO!選挙』は、うるまでるびにより制作されたアニメーション、及び同アニメーションで使用された楽曲。

## 概要
うるまでるびが財団法人明るい選挙推進協会からの依頼を受けて制作した。新成人を対象としており、テーマは「選挙」。

## 来歴
2009年5月に制作され、YouTubeにて公開された。
本作が公開されると、インターネット上でその内容が話題になった。明るい選挙推進協会は、「幼稚と思う若者が多いのは心強い。話題になり、多くの方に見て頂けてありがたいです」と話している。
2010年には「GO!GO!選挙」の続編として、社会問題をテーマにしたアニメーション「うるまでるびのGO!GO!明るい社会」が制作された。

## DVD
本アニメーションは、明るい選挙推進協会制作の選挙啓発DVDに収録されている。
「GO!GO!選挙」を収録したDVDは、2009年度、都道府県・指定都市・市区町村選挙管理委員会・書店に累計429,820枚が配布された。2010年1月11日に行われた成人式においては、各自治体を通じて新成人に配布された。
続編「GO!GO!明るい社会」を収録したDVDの配布希望枚数は約36万枚に達した。

## 楽曲
- 「うるまでるびのGO!GO!選挙」
  - 作詞：うるまでるび
  - 作曲：藤本功一[6]
  - 編曲：藤本功一[6]

2011年9月28日発売のアルバム『流田PP』で流田Projectがカバーした（編曲：流田Project）。

## その他
本作の影響によるものかどうか定かではないが、本作が公開された直後に実施された第45回衆議院議員総選挙では、小選挙区比例代表並立制導入以降における最高投票率（小選挙区が69.28%・比例代表が69.27%）を記録している。